# Dennis Hamlett
Denis Alonso Hamlett Mandell (Limón, 9 de enero de 1969) es un exfutbolista y entrenador costarricense.

## Biografía
Después de sus padres se separaron, Hamlett se trasladó a vivir con su madre a Silver Spring, Maryland cuando tenía diez años y asistió a Escuela Superior Albert Einstein. En 1987, Hamlett inició jugando fútbol con la universidad de Universidad de Carolina del Norte en Wilmington, antes de trasladarse a la Universidad George Mason en Fairfax, Virginia después de su temporada de novato. Él ganó el Colonial Athletic Association y elogios durante sus tres temporadas de jugar en George Mason. Se graduó en 1992 con una licenciatura en administración pública y fue admitido en el Salón de la escuela de Fama en el 2006.

## Carrera profesional
Dennis Hamlett comenzó su carrera profesional el 10 de junio de 1992, cuando firmó con el Fort Lauderdale Strikers de la American Professional Soccer League. Él pasó los veranos de 1992 y 1993 jugando al fútbol al aire libre con los huelguistas. En el otoño de 1992, se unió a los Heat de Harrisburg de la National Professional Soccer League. Pasó dos temporadas con los Heat. Entonces, desde 1994 - 1995, jugaba al fútbol de verano en interiores para el Splash Anaheim de la CISL.
En 1996, Hamlett fue redactado por el Colorado Rapids en la segunda ronda, en el draft inaugural de la Major League Soccer. Su juego estelar continuó con el Colorado Rapids, donde ganó el Defensor del BIC difíciles de la concesión del año. 

### Final de su carrera
Su carrera como jugador terminó en 1997 cuando sufrió un derrame cerebral causado por una deficiencia de proteína de la sangre.

## Clubes

### Como futbolista
| Club                     | País           | Año       |
| ------------------------ | -------------- | --------- |
| Fort Lauderdale Strikers | Estados Unidos | 1992-1993 |
| Harrisburg Heat          | Estados Unidos | 1993-1944 |
| Anaheim Splash           | Estados Unidos | 1994-1995 |
| Colorado Rapids          | Estados Unidos | 1996-1997 |

### Como directo técnico
| Club         | País           | Año       |
| ------------ | -------------- | --------- |
| Chicago Fire | Estados Unidos | 2008-2009 |

### Como asistente técnico
| Club                | País           | Año       |
| ------------------- | -------------- | --------- |
| Chicago Fire        | Estados Unidos | 1998-2007 |
| Vancouver Whitecaps | Canadá         | 2011      |
| Montreal Impact     | Canadá         | 2012-2013 |
| New York Red Bulls  | Estados Unidos | 2015-2017 |